# R. A. Salvatore
Robert Anthony Salvatore (Leominster, 20 gennaio 1959) è uno scrittore statunitense (di origine italiana) di romanzi fantasy e fantascientifici che firma R. A. Salvatore, famoso per i suoi romanzi ambientati nei Forgotten Realms.

## Biografia
Robert Salvatore nasce a Leominster, nel Massachusetts. Durante i suoi studi al Fichburg State College, si interessa di letteratura, particolarmente fantasy, dopo aver letto Il Signore degli Anelli di J. R. R. Tolkien, donatogli da un amico mentre era ancora alle scuole superiori. Si laurea in Scienze della Comunicazione e successivamente, sempre nella stessa università, ottiene la laurea in Letteratura Inglese.
Nel 1982 inizia a scrivere seriamente, sviluppando un manoscritto che intitolerà Echoes of the Fourth Magic (inedito in Italia). Pubblicherà poi molte serie di romanzi per l'ambientazione Forgotten Realms, e la sua popolarità crescerà ulteriormente per la saga della Trilogia del demone e per i due libri di Guerre stellari.
Nei numerosi romanzi di Forgotten Realms, il personaggio che è riuscito a caratterizzare meglio, nonché il più popolare fra i lettori, è Drizzt Do'Urden, ranger di razza drow accompagnato dalla pantera Guenhwyvar scappato dalla città di Menzoberranzan e dalla sua legge di oscurità e odio; le sue armi sono due bellissime scimitarre magiche.
Oltre ai suoi scritti, Salvatore ha ideato la trama del videogioco per PlayStation 2, Xbox e PC Forgotten Realms: Demon Stone (2004) e di "Kingdoms of Amalur: Reckoning" (2012). Ha inoltre supervisionato la stesura dei romanzi della serie La guerra della regina ragno.

## Opere

### Forgotten Realms

#### La Leggenda di Drizzt
- Trilogia delle terre perdute (Icewind Dale Trilogy)
  1. Le lande di ghiaccio (The Crystal Shard, 1988) (ripubblicato come quarto volume della saga con il titolo "La reliquia di cristallo")
  2. Le lande d'argento (Streams of Silver, 1989) (ripubblicato come quinto volume della saga con il titolo "Fiumi d'argento")
  3. Le lande di fuoco (The Halfling's Gem, 1990) (ripubblicato come sesto volume della saga con il titolo "La gemma dell'halfling")
- Trilogia degli elfi scuri (The Dark Elf Trilogy)
  1. Il dilemma di Drizzt (Homeland, 1990) (ripubblicato come primo volume della saga con il titolo "Il buio profondo")
  2. La fuga di Drizzt (Exile, 1990) (ripubblicato come secondo volume della saga con il titolo "L'esilio")
  3. L'esilio di Drizzt (Sojourn, 1991) (ripubblicato come terzo volume della saga con il titolo "Il mondo di sopra")
- L'eredità di Drizzt (Legacy of the Drow)
  1. L'eredità (The Legacy, 1992) (ripubblicato come settimo volume della saga)
  2. Notte senza stelle (Starless Night, 1993) (ripubblicato come ottavo volume della saga)
  3. L'assedio delle ombre (Siege of Darkness, 1994) (ripubblicato come nono volume della saga)
  4. L'alba degli eroi (Passage to Dawn, 1996) (ripubblicato come decimo volume della saga)
- I sentieri delle tenebre (Paths of Darkness)
  1. La lama silente (The Silent Blade, 1998) (ripubblicato come undicesimo volume della saga)
  2. L'ora di Wulfgar (The Spine of the World, 1999) (ripubblicato come dodicesimo volume della saga con il titolo "La spina dorsale del mondo")
  3. Il mare delle spade (Sea of Swords, 2001) (ripubblicato come tredicesimo volume della saga)
- I soldati di ventura (The Sellswords)
  1. Il servitore della reliquia (Servant of the Shard, 2000) (ripubblicato come quattordicesimo volume della saga)
  2. La promessa del Re Stregone  (Promise of the Witch King, 2005) (ripubblicato come quindicesimo volume della saga)
  3. La strada del patriarca (Road of the Patriarch, 2006) (ripubblicato come sedicesimo volume della saga)
- Le lame del cacciatore (The Hunter's Blade Trilogy)
  1. L'orda degli orchi  (The Thousand Orcs, 2002) (ripubblicato come diciassettesimo volume della saga)
  2. Il cacciatore solitario (The Lone Drow 2003) (ripubblicato come diciottesimo volume della saga)
  3. Le due spade (The Two Swords, 2004) (ripubblicato come diciannovesimo volume della saga)
- Transizioni (Transitions)
  1. Il re degli orchi (The Orc King, 2007) (ripubblicato come ventesimo volume della saga)
  2. Il re dei pirati (The Pirate King, 2008) (ripubblicato come ventunesimo volume della saga)
  3. Il re degli spettri  (The Ghost King, 2009) (ripubblicato come ventiduesimo volume della saga)
- Stone of Tymora (trilogia scritta con il figlio Gene Salvatore)
  1. Stowaway (2008)
  2. The Shadowmask (2009)
  3. The Sentinels (2010)
- Tetralogia di Neverwinter (Neverwinter Saga)
  1. Gauntlgrym (Gauntlgrym, 2010) (pubblicato come ventitreesimo volume della saga)
  2. Neverwinter (Neverwinter, 2011) (pubblicato come ventiquattresimo volume della saga)
  3. L'artiglio di Caronte (Charon's Claw, 2012) (pubblicato come venticinquesimo volume della saga)
  4. L'ultima soglia (The Last Threshold, 2013) (pubblicato come ventiseiesimo volume della saga)
- Dungeons & Dragons: Legend of Drizzt - Neverwinter Tales (2012) (fumetto da leggere prima di "L'ultima soglia")
- The Sundering
  1. I compagni (The Companions, 2013) (primo libro di un'esalogia in cui ogni libro ha un autore differente, pubblicato come ventisettesimo volume della saga)
- Dungeons & Dragons: Cutter (2014) (fumetto da leggere prima di "La notte del cacciatore")
- Trilogia Companion Codex (Companions Codex)
  1. La notte del cacciatore (The Night of the Hunter, 2014)
  2. L'ascesa di un re (Rise of the King, 2014)
  3. La vendetta del nano di ferro (Vengeance of the Iron Dwarf, 2015)
- Il Ritorno (Homecoming)
  1. L'Arcimago (Archmage, 2015)
  2. Maestro (2016)
  3. Hero (2016)
- Generations
  1. Timeless - Senza Tempo (Timeless, 2018)
  2. Boundless - Senza Limite (2019)
  3. Relentless - Senza Tegua (2020)
- The Way of the Drow
  1. Starlight Enclave (2021)
  2. Trappola di Ghiaccio (Glacier's Edge, 2022)
  3. Il guerriero di Lolth (2024)

#### Altre storie dai Forgotten Realms
The Cleric Quintet
1. Il cantico (Canticle, 1991)
2. Le ombre della foresta (In Sylvan Shadows, 1992)
3. Le maschere della notte (Night Masks, 1992)
4. La fortezza caduta (The Fallen Fortress, 1993)
5. La maledizione del caos (The Chaos Curse, 1994)

### DemonWars Saga
Demon Wars (The DemonWars Saga):
- Prima trilogia del demone
  1. Il risveglio del demone (The Demon Awakens, 1997)
  2. Lo spirito del demone (The Demon Spirit, 1998)
  3. L'apostolo del demone (The Demon Apostle, 1999)
- Mortalis (Mortalis, 2000) (un romanzo di collegamento tra le due trilogie, ripubblicato come primo volume de "L'eredità del demone" con il titolo "La maledizione del demone")
- Seconda trilogia del demone (o "L'eredità del demone" comprendendo "Mortalis")
  1. La redenzione (Ascendance, 2001) (ripubblicato come secondo volume de "L'eredità del demone" con il titolo "L'ascesa del demone")
  2. L'illuminazione (Trascendence, 2001) (ripubblicato come terzo volume con il titolo "Il potere del demone")
  3. Immortalis (Immortalis, 2003) (ripubblicato come quarto volume con il titolo "La caduta del demone")

### Altre serie
- Cronache di Ynis Aielle (Chronicles of Ynis Aielle)
  1. Echoes of the Fourth Magic (1990)
  2. La Figlia della Strega (The Witch Daughter, 1991)
  3. The Witch's Daughter (1991)
  4. Bastion of Darkness (2000)
- Il mondo di Corona o Saga del primo re (Saga of The First King)
  1. Il bandito (The Highwayman, 2004)
  2. L'antico (The ancient, 2001)
  3. The Dame (2009)
  4. The Bear (2010)
- The Coven
  1. Child of a Man God (2018)
- Crimson Shadow
  1. The Sword of Bedwyr (1994)
  2. Luthien's Gamble (1996)
  3. The Dragon King (1996)
- The Spearwielder's Tales
  1. The Woods Out Back (1993)
  2. The Dragon's Dagger (1994)
  3. Dragonslayer's Return (1995)

### Altri romanzi
- Star Wars: Episodio II - L'attacco dei cloni (Star Wars: Episode II - Attack of the Clones, 2002) (tratto dall'omonimo film)
- Vector Prime (1999) (compreso nella serie Star Wars: New Jedi Order)
- Tarzan: The Epic Adventures (1996)

### Storie brevi
- The First Notch (in Dragon n. 152, 1989)
- Una Scintilla per Omero (A Sparkle for Homer) in Il Piccolo Popolo, Storie di Nani e Hobbit (Halflings, Hobbits, Warrows, and Weefolk, 1991)
- Dark Mirror (in Realms of Valor, 1993)
- The Third Level (in Realms of Infamy, 1994)
- Guenhwyvar (in Realms of Magic, 1995)
- The Coach With Big Teeth (in Otherwere, 1996)
- Gods' Law (in Tales of Tethedril, 1998)
- Mother's Blood (in Dragon n. 252, 1998)
- That Curious Sword (in Realms of Shadow, 2002)
- Three Ships (in Demons Wars: Trial By Fire Comic TP, 2003)
- Empty Joys (in The Best of the Realms, 2003)
- The Dowry (in The Highwayman, 2004)
- Wickless In the Nether (in Realms of Dragons, 2004)
- Comrades at Odds (in Realms of the Elves, 2006)
- Se mai si imbattessero nella mia tana (If Ever They Happen Upon My Lair) in Il mondo infuocato dei draghi (Dragons: World Afire, 2006)
- Bones and Stones (in Realms of War, 2008)

### Altro
- Supervisione della serie per Forgotten Realms "La guerra della regina ragno" (War of The Spider Queen, 2002-2005).
- La torre maledetta (The Accursed Tower), un modulo per AD&D Seconda Edizione.
- Trama del videogioco di ruolo Demon Stone.
- Nel videogioco Quake 3 Arena ha curato le risposte in chat dei bot del gioco.
- Ha scritto l'intera trama del gioco Kingdoms of Amalur: Reckoning

## Controversie
In occasione della stesura del primo volume della serie New Jedi Order, a Salvatore fu ordinato dalla Lucasfilm di uccidere Chewbecca, uno dei più popolari personaggi di Guerre stellari; molti fan pensarono che fosse stato Salvatore stesso a prendere la decisione, così l'autore subì addirittura minacce di morte.